# ویکی گابور
ویکتوریا "ویکی" گابور (زاده ۱۰ ژوئیه ۲۰۰۷) یک خواننده لهستانی است. او کار خود را در سال ۲۰۱۹ آغاز کرد و در فصل دوم برنامه صدای کودک لهستان به مقام دوم رسید و سپس با آهنگ "سوپرهیرو" در مسابقه آواز یوروویژن نوجوانان ۲۰۱۹ برنده شد. او دومین نماینده لهستان است که این مسابقه را می‌برد و پیروزی او نخستین باری بود که یک کشور دو سال متوالی این مسابقه را برد و آن هم در خانه خود.

## زندگی اولیه
گابور در هامبورگ در یک خانواده رومانیایی لهستانی به دنیا آمد. پس از تولد او، خانواده‌اش به لهستان بازگشتند، سپس به بریتانیا مهاجرت کردند و در نهایت در سن هفت سالگی به نووا هوتا نقل مکان کردند. گابور یک خواهر بزرگتر به نام ملیسا دارد که یک آهنگساز و ترانه‌سرا است.

## حرفه

### یوروویژن نوجوانان و شکوفایی
در اواخر سال ۲۰۱۸، گابور در مسابقات انتخابی برای فصل دوم صدای کودک لهستان شرکت کرد. او به تیم تامسون و بارون پیوست و به پیشرفت خود در این مسابقه ادامه داد و در نهایت به فینال رسید و تک‌آهنگ "Time" را منتشر کرد.
پس از صدای کودک، گابور برای اجرای آهنگ «تایم» در جشنواره بین‌المللی آواز سوپوت در جوایز انتخابی جوانان انتخاب شد. پس از آن، او برای رقابت در برنامه شانسا نا سوکِسِتس که برای انتخاب نماینده لهستان در مسابقه یوروویژن نوجوانان ۲۰۱۹ برگزار می‌شد، انتخاب شد. گابور به فینال راه یافت و در نهایت با آهنگ «سوپر هیرو» به عنوان برنده اعلام شد. مسابقه یوروویژن نوجوانان در ۲۴ نوامبر در گلیویتسه برگزار شد. گابور یازدهمین نفر در این مسابقه اجرا کرد و در نهایت با کسب دومین رتبه از نظر هیئت داوران حرفه‌ای و بالاترین امتیاز از نظر رای آنلاین طرفداران، برنده شد. این پیروزی گابور را به دومین نماینده لهستانی تبدیل کرد که در مسابقه یوروویژن نوجوانان برنده شده است و این اولین باری بود که یک هنرمند نماینده کشور میزبان برنده این مسابقه می‌شود و لهستان را به اولین کشوری تبدیل کرد که دو سال متوالی این مسابقه را برده است.
پس از یوروویژن نوجوانان ۲۰۱۹، گابور چندین تک‌آهنگ منتشر کرد که از جمله آنها می‌توان به "رامیه وَ رامیه" با کایا و "Getaway" در آوریل ۲۰۲۰ اشاره کرد. او همچنین در یک آلبوم همکاری با سایر خوانندگان کودک مانند رکسانا ونگیل، مارچین ماتسیکاک، زوزا جابونسکا و گروه ۴درامر، آهنگ "Still Standing" را منتشر کرد (که خود او و خواهرش ملیسا آن را نوشته‌اند). گابور همچنین تک‌آهنگ "Forever and a Night" را در ژوئیه ۲۰۲۰ منتشر کرد. در آگوست ۲۰۲۰، او آهنگ "Not Gonna Get It" را به عنوان آخرین تک‌آهنگ از آلبوم اولیه‌اش منتشر کرد.
در تاریخ ۱۰ ژوئیه ۲۰۲۰، روز تولدش، گابور آلبوم اول خود را که از ۴ سپتامبر ۲۰۲۰ منتشر شد، معرفی کرد. این آلبوم "Getaway (Into My Imagination)" نام دارد. گابور در پلتفرم‌هایی همچون یوتیوب و اسپاتیفای بازدیدهای زیادی دارد. او همچنین صفحه فیس‌بوک با بیش از ۲۰٬۰۰۰ لایک دارد و در فهرست‌های پخش مختلف مانند 'Hity lata 2020' اسپاتیفای و فهرست پخش اسپاتیفای دیگستر پولسکا قرار می‌گیرد.
در مسابقه آواز یوروویژن نوجوانان ۲۰۲۰، که برای دومین سال متوالی در لهستان برگزار شد، گابور به عنوان یک هنرمند مهمان آهنگ "آرکید (ترانه)" را به عنوان بخشی از نمایش میان‌بر اجرا کرد و با رکسانا ونگیل و دانکن لورنس، برنده یوروویژن ۲۰۱۹، همکاری کرد.
در آگوست ۲۰۲۱، او با سانی میوزیک انترتینمنت پولند قرارداد ضبط امضا کرد و اعلام کرد که تک‌آهنگ "Moonlight" را منتشر خواهد کرد که در ۳ سپتامبر منتشر شد. در اکتبر، او چهره کمپین تبلیغاتی آی‌ان‌جی بنک اسلاسکی تحت عنوان استیج خود را پیدا کن شد. در ۲۶ نوامبر، او ویدیو کلیپ تک‌آهنگ "Toxic Love" را منتشر کرد. در ۴ فوریه ۲۰۲۲، او تک‌آهنگ "Napad na serce" را منتشر کرد. در بهار ۲۰۲۲، او در شانزدهمین دوره برنامه سرگرمی پلست با نام صورت تو آشنا به نظر می‌آید شرکت کرد؛ بعد از نُه قسمت، او به فینال رسید و در آنجا در جایگاه چهارم قرار گرفت. در ۲۱ مه، او در فستیوال پولسات سوپر هیت ۲۰۲۲ اجرا کرد. در ۲۴ ژوئن، او در یک دوئت با خواننده ارمنی و برنده جونیور یوروویژن ۲۰۲۱ مالنا، در طول جشنواره ورزشگاه فرهنگی اروپا در ژشوف، آهنگ «دختران به محبت نیاز دارند» از سامر واکر را اجرا کرد.
در ۱۱ مه ۲۰۲۴، او به عنوان سخنگوی آرای هیئت داوران لهستان در مسابقه آواز یوروویژن ۲۰۲۴ معرفی شد.